# Ledra tuberculifrons
Ledra tuberculifrons är en insektsart som beskrevs av Walker 1857. Ledra tuberculifrons ingår i släktet Ledra och familjen dvärgstritar. Inga underarter finns listade i Catalogue of Life.